# Хайрер, Мартин
Ма́ртин Ха́йрер (нем. Martin Hairer; род. 14 ноября 1975, Женева) — австрийский математик, занимающийся стохастическим анализом, в частности стохастическими дифференциальными уравнениями в частных производных.
Является Regius Professor математики в Уорикском университете. До этого он работал в Институте Куранта Нью-Йоркского университета. В 2014 году получил медаль Филдса.
Член Лондонского королевского общества (2014), иностранный член-корреспондент Австрийской академии наук (2015), иностранный член Китайской академии наук (2021).

## Образование
Хайрер окончил Женевский университет, где впоследствии защитил степень доктора под руководством Jean-Pierre Eckmann в 2001 г.

## Премии и награды
- 2006–2011 — Advanced Research Fellowship, EPSRC[5]
- 2007 — Editors' Choice Award, Macworld[6]
- 2008 — Премия Уайтхеда, Лондонское королевское общество[7][8][9]
- 2008 — Philip Leverhulme Prize, Leverhulme Trust[10][11]
- 2009 — Wolfson Research Merit Award, Лондонское математическое общество
- 2012 — Leverhulme Research Leadership Award, Leverhulme Trust[12]
- 2013 — Премия Ферма, Institut de Mathématiques de Toulouse[13][14]
- 2014 — Consolidator grant, Европейский исследовательский совет[15]
- 2014 — Fröhlich Prize, Лондонское математическое общество[16]
- 2014 — Медаль Филдса[2]
- 2014 — Эйлеровская лекция
- 2021 — Breakthrough Prize in Mathematics[17][18]
- Международная премия короля Фейсала (2022)

## Частная жизнь
Хайрер имеет австрийское гражданство и владеет французским, немецким и английским языками. Он женат на математике Li Xue-mei. Его отец, Ernst Hairer, работает профессором математики в Женевском университете.